# Dubravko Mataković
Dubravko Mataković (Ivankovo, 20. kolovoza 1959.) je hrvatski crtač stripa.
Diplomirao je 1983. godine na grafičkom odjelu Akademije likovnih umjetnosti u Zagrebu u klasi prof. Ante Kuduza. Uz primarnu likovnu djelatnost, od 1984. godine važan oblik izražavanja mu je strip. Prvi stripovi mu izlaze 1984. godine u "Studentskome listu", a zatim i u "Poletu", "Mladosti", osječkome "TEN-u", ljubljanskoj "Tribuni", "Patku", "Večernjem listu" i drugim.
Od 1990. crta dnevno-politički strip serijal u "Nedjeljnoj Dalmaciji". Suradnja traje, s manjim prekidima, do 2000. godine. Od 1995.-'97. objavljivao je stripove istoga profila u zagrebačkoj "Panorami" i splitskome "VOX"-u (2001. – 2002.). Godine 1994. započinje dječji serijal Super Di u školskom magazinu "Smib", a radi ga i danas kao i serijal Desmozgenes u magazinu "OK"!
Ilustrirao je više dječjih knjiga i knjiga humoristično-zabavnoga karaktera, te više udžbenika "Školske knjige". Na Iskonovom web portalu tjedno objavljuje stranicu stripa serijala «Overkloking». Stalni je ilustrator u "Jutarnjem listu" (Zabavnik) i  "Modroj lasti".
Radio je na svom prvom animiranom filmu "Cigla" u produkciji "Zagreb filma", koji je bio dovršen u studenome 2011.
Do sada je objavio desetak albuma stripa. Dodijeljeno mu je više nagrada za strip.
Njegova djela su prenesena i na kazališnu pozornicu. U svibnju 2007., u Gradskom kazalištu "Joza Ivakić" kao praizvedba, izvedena mu je predstava "Iz Kabula s ljubavlju", a u sklopu obilježavanja 90. obljetnice kazališnog života u Vinkovcima. Predstavu je napravio po motivima svojih stripova.
Mataković je također osnivač glazbenog sastava Septica, u kojem pjeva pod umjetničkim imenom "Govnar Smrti".

## Stripografija
- "Sabrana nedjela", album (1986.)
- "Prot pikčers", album (1988.)
- "Prot ratno izdanje Patka" album (1991.)
- "Pterodaktilićarstvo za početnike", album (1992.)
- "Imamo les Proutes", album (1995.)
- "Sabarana nedjela – sada i nekada", album (1999.)
- "Čovjek s dvije jetre", album (2000.)
- "Desmozgenes 1", album (2002.)
- "Desmozgenes 2" album (2003.)
- "Moje ime je Gmižić... Glištun Gmižić" album (2005.)
- "Super Di – Čokoladne table " album, (2006.)
- "Overloking" album,(2010.)
- "Govno", album (2011.)[2][3]

## Diskografija
Sa Septicom
- Septica (2006.)
- Klub usamljenih srdaca narednika Pedera (2013.)

## Vanjske poveznice
- http://www.matakovic.net  Arhivirana inačica izvorne stranice od 14. travnja 2011. (Wayback Machine)
- Dubravko Mataković - Intervju[neaktivna poveznica]
- Autobiografija
- Overkloking  Arhivirana inačica izvorne stranice od 21. listopada 2010. (Wayback Machine)
- Matakovićev strip izveden u kazalištu  Arhivirana inačica izvorne stranice od 3. lipnja 2007. (Wayback Machine)
- http://www.septica.com/  Arhivirana inačica izvorne stranice od 27. veljače 2010. (Wayback Machine)